# Droga nr 6953 (Izrael)
Droga lokalna nr 6953 (hebr. 6953 כביש) – jest drogą lokalną położoną na Wyżynie Manassesa na północy Izraela. Biegnie ona z kibucu Dalijja do skrzyżowania z drogą nr 66 przy kibucu Miszmar ha-Emek w Dolinie Jezreel.

## Przebieg
Droga nr 6953 przebiega przez Samorząd Regionu Megiddo w Poddystrykcie Jezreel Dystryktu Północnego Izraela. Biegnie równoleżnikowo z zachodu na wschód, z Wyżyny Manassesa do Doliny Jezreel.
Swój początek bierze na skrzyżowaniu z drogą nr 672, którą jadąc na południe dojeżdża się do kibucu Dalijja, lub na północ do skrzyżowania z drogą nr 6954 przy kibucu Ramat ha-Szofet. Natomiast droga nr 6953 biegnie stąd na wschód, prowadząc wśród pól uprawnych do kibucu En ha-Szofet. Przejeżdża się tutaj pod kładką pieszą (wysokość 2,8 metra) łączącą tereny regionalnej szkoły Manassesa. Jest tutaj skrzyżowanie z drogą nr 6954, która prowadzi na północ do kibucu Ramat ha-Szofet. Nasz droga prowadzi dalej na wschód, mija położone na południu Muzeum Dżo’ara i wjeżdża pomiędzy zalesione wzgórza. Na tym odcinku droga posiada liczne kręte zakręty i w końcu dociera do kibucu Miszmar ha-Emek w Dolinie Jezreel. Kończy swój bieg na skrzyżowaniu z drogą nr 66, którą jadąc na północny zachód dojeżdża się do kibucu Ha-Zore’a, lub na południowy wschód do moszawu Midrach Oz.